# Indigofera gifbergensis
Indigofera gifbergensis là một loài thực vật có hoa trong họ Đậu. Loài này được C.H.Stirt. & Jarvie miêu tả khoa học đầu tiên.